# NGC 2201
NGC 2201 (również PGC 18658) – galaktyka spiralna z poprzeczką (SBb), znajdująca się w gwiazdozbiorze Rufy. Odkrył ją 1 stycznia 1835 roku John Herschel.